# Woodbury (Tennessee)
 Woodbury – miasto w Stanach Zjednoczonych, w stanie Tennessee, w hrabstwie Cannon. Według danych z 2000 roku miasto miało 2428 mieszkańców.